# Dicistroviridae
Dicistroviridae — родина вірусів класу Pisoniviricetes. Представники родини є паразитами попелиць, листоїдів, мух, бджіл, мурах і шовкопрядів, служать природними господарями.

## Структура
Віруси Dicistroviridae не мають оболонки, мають ікосаедричну геометрію та симетрію T=pseudo3. Діаметр близько 30 нм. Геноми лінійні та несегментовані, довжиною близько 8,5-10,2 кб. Геном має 2 відкриті рамки зчитування.

## Представники
У цій родині налічується 15 видів, які поділяються на три роди.
Рід: Aparavirus
- Вірус гострого паралічу бджіл
- Ізраїльський вірус гострого паралічу
- Кашмірський бджолиний вірус
- Вірус грязьового краба
- Solenopsis invicta virus 1
- Вірус синдрому Таура

Рід: Cripavirus
- Вірус летального паралічу попелиці
- Вірус паралічу цвіркуна
- Вірус дрозофіли С
- Вірус черемхової попелиці

Рід: Triatovirus
- Вірус чорного маточника
- Вірус Himetobi P
- Вірус Homalodisca coagulata-1
- Кишковий вірус Plautia stali
- Вірус тріатоми

Вірус аргентинського мурашки 1 можливо, належить до Dicistroviridae.